# Speyeria hydaspe
Speyeria hydaspe là một loài bướm ngày được tìm thấy ở phía tây của Hoa Kỳ và Canada. Nó tương tự với S. zerene và S. atlantis, nhưng có thể phân biệt bởi bề ngoài mượt và đồng đều của các dải phía sau.
Sâu bướm ăn các loài hoa violet gồm Viola glabella. Bướm bay từ tháng 7 qua tháng 9 và ăn mật hoa. Chúng có thể được tìm thấy trong rừng ẩm.

## Hình ảnh

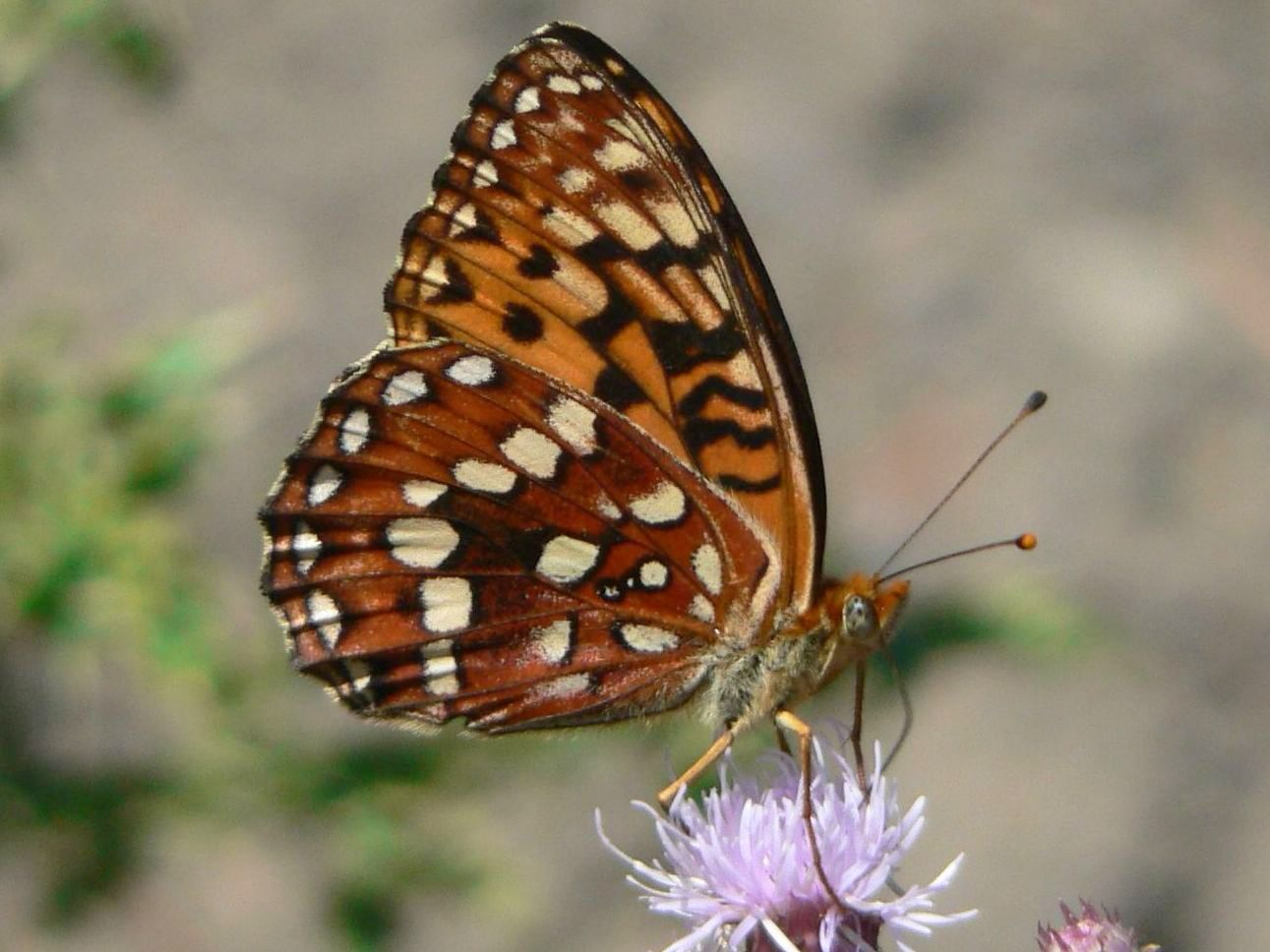
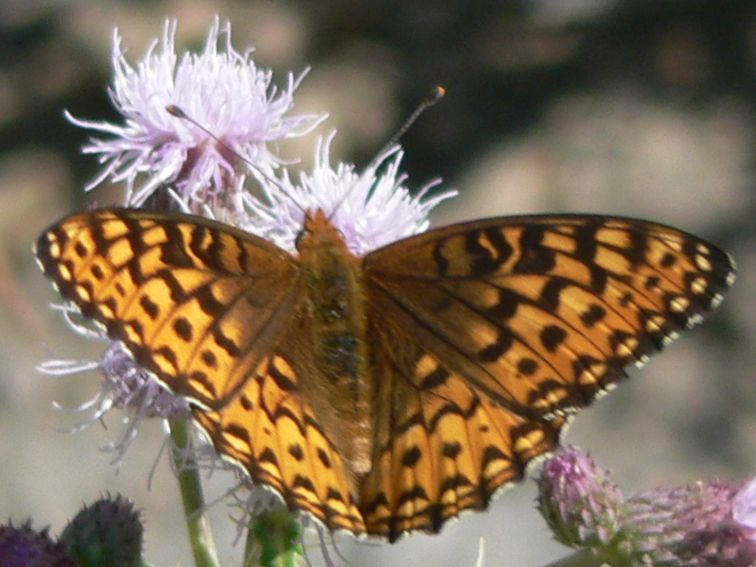
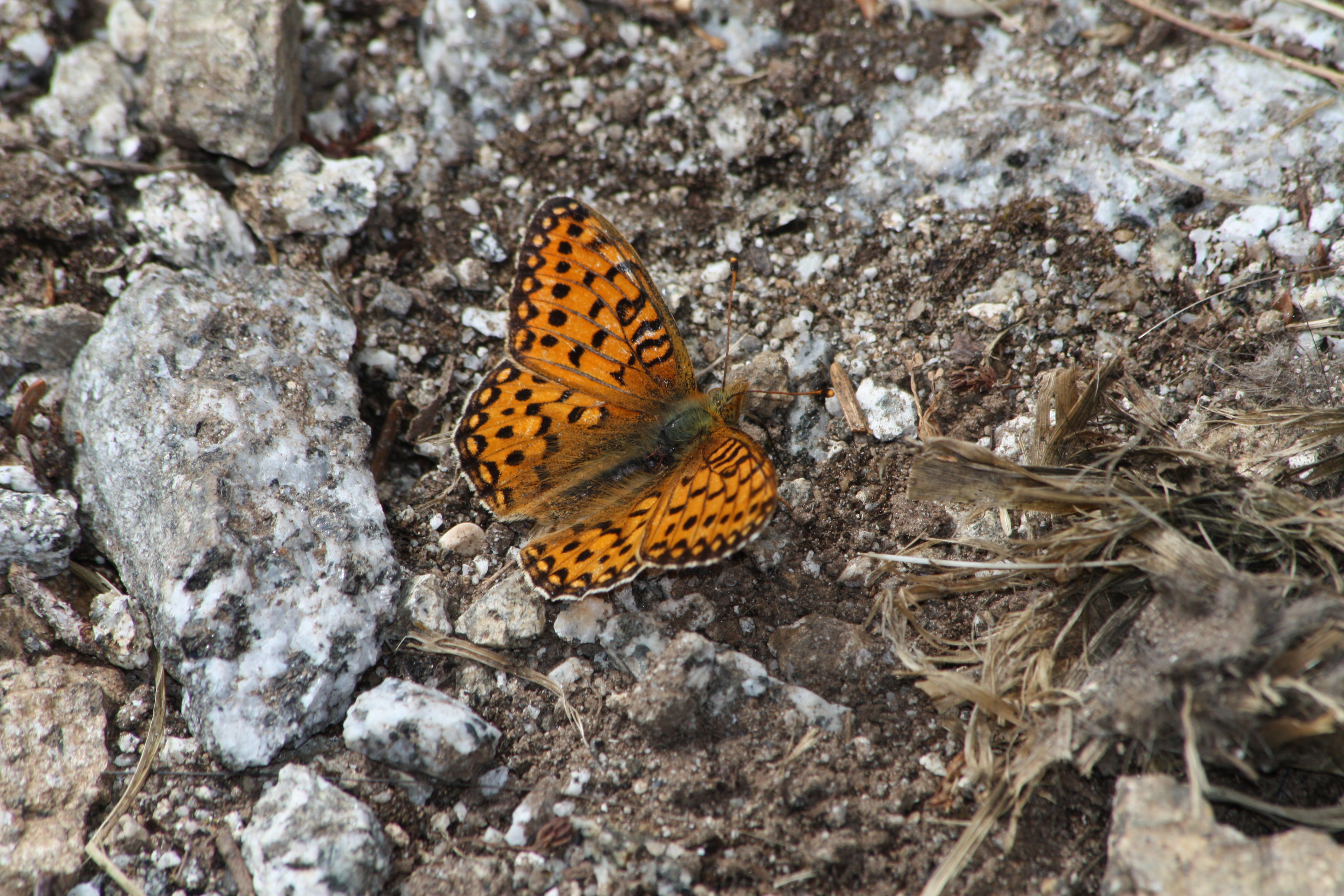